# 维克托·尼科诺夫
维克托·彼得罗维奇·尼科诺夫（俄语：Виктор Петрович Никонов，1929年2月28日—1993年9月17日）苏联党和国家领导人。

## 生平
1929年，生于罗斯托夫州绍洛霍夫斯基区别洛戈尔卡农场。
1950年，毕业于亚速海—黑海农业学院。
1950年，任克拉斯诺雅尔斯克边疆区茹尔斯克区安德罗诺夫农机站总农艺师。
1952年，任克拉斯诺雅尔斯克边疆区乌亚尔市农业学校副校长。
1954年，加入苏联共产党。
1955年，任边疆区雷宾斯克区乌斯奔农机站站长。
1958年，任苏共克拉斯诺雅尔斯克边疆区委员会农业部副部长、部长。
1961年，任苏共鞑靼州委第二书记。
1967年，任苏共马里州委第一书记。
1971年，为苏共中央候补委员。
1976年，为苏共中央委员。
1979年，任全苏农艺化学服务生产科学联合公司经理，苏联农业部副部长。
1983年，任苏共农业部部长。
1985年，任苏共中央书记。
1987年，为苏共中央政治局委员。
1989年，退休。
1993年，逝世，安葬在莫斯科新圣女公墓。